# Nikica Valentić

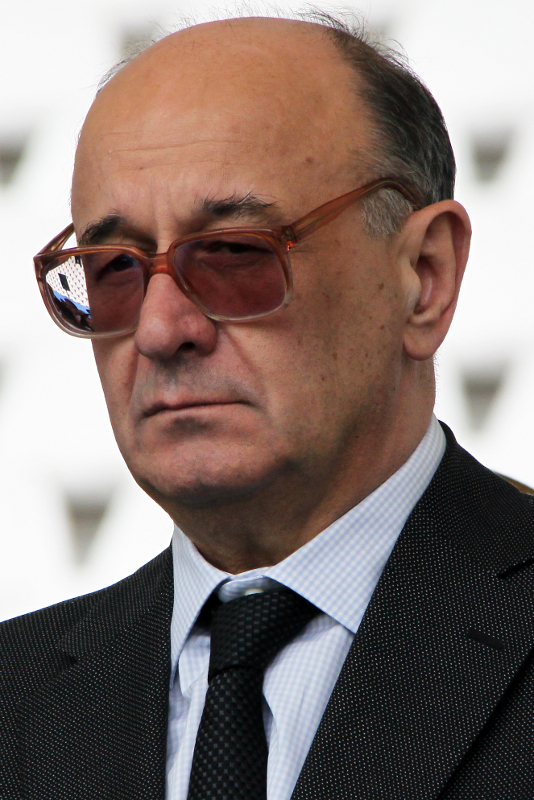
Nikica Valentić (2011)

Nikica Valentić (* 24. November 1950 in Gospić; † 3. Mai 2023) war ein kroatischer Politiker und Rechtsanwalt. Vom 3. April 1993 bis zum 7. Dezember 1995 hatte der HDZ-Politiker das Amt des Premierministers inne.

## Werdegang
Auf der Universität Zagreb machte er 1974 seinen Abschluss in Rechtswissenschaften. Er war ein Fachmann für Investmentverträge, Statuten des Handelsrechtes, Steuern und Immobiliengeschäfte. Von 1990 bis 1995 war er Vorstandsvorsitzender der INA, einem der größten kroatischen Mineralöl- und Gas-Konzerne.
Während Valentićs Amtszeit als Premierminister wurde die Inflation gestoppt, der Währungskurs stabilisiert und am 30. Juni 1994 bekam Kroatien eine neue Währung, die Kuna.
Nach dem Ende seiner Amtszeit war er kroatischer Parlamentarier.